# Mutzenberg
Der Mutzenberg ist ein 769,6 m ü. NHN hoher Berg des Thüringer Schiefergebirges im Landkreis Sonneberg, Thüringen (Deutschland).
Er liegt nordöstlich von Lichte und südöstlich der Talsperre Leibis-Lichte im Naturpark Thüringer Wald.
Der Mutzenberg wird von Schiefergestein aus dem tiefen Silur aufgebaut. Leitfossil ist Phycodes circinatum, ein Ichnofossil. Der Phycodenschiefer des Mutzenbergs weist einen hohen Eisenanteil auf.
| Bezeichnung  | Höhe NHN | Richtung |
| Spitzer Berg | 790,3 m  | NW       |
| Aßberg       | 706,4 m  | NO       |
| Rauhhügel    | 802,0 m  | O NO     |
| Mittelberg   | 803,5 m  | S SW     |
| Hahnberg     | 686,0 m  | SW       |